# Le Titre
Le Titre est une commune française située dans le département de la Somme en région Hauts-de-France.
Depuis le 13 février 2020, la commune fait partie du parc naturel régional Baie de Somme - Picardie maritime.

## Géographie

### Localisation
Le Titre est un village picard du Ponthieu.
Limitrophe de Nouvion, la localité est située à 9 km au sud-ouest de Crécy-en-Ponthieu, 10 km au nord d'Abbeville et à 48 km au nord-ouest d'Amiens à vol d'oiseau.
Le territoire de la commune est limitrophe de ceux de quatre communes.
Les communes limitrophes sont Lamotte-Buleux, Hautvillers-Ouville, Nouvion et Sailly-Flibeaucourt.

### Hydrographie
La commune est située dans le bassin Artois-Picardie. Elle n'est drainée par aucun cours d'eau.

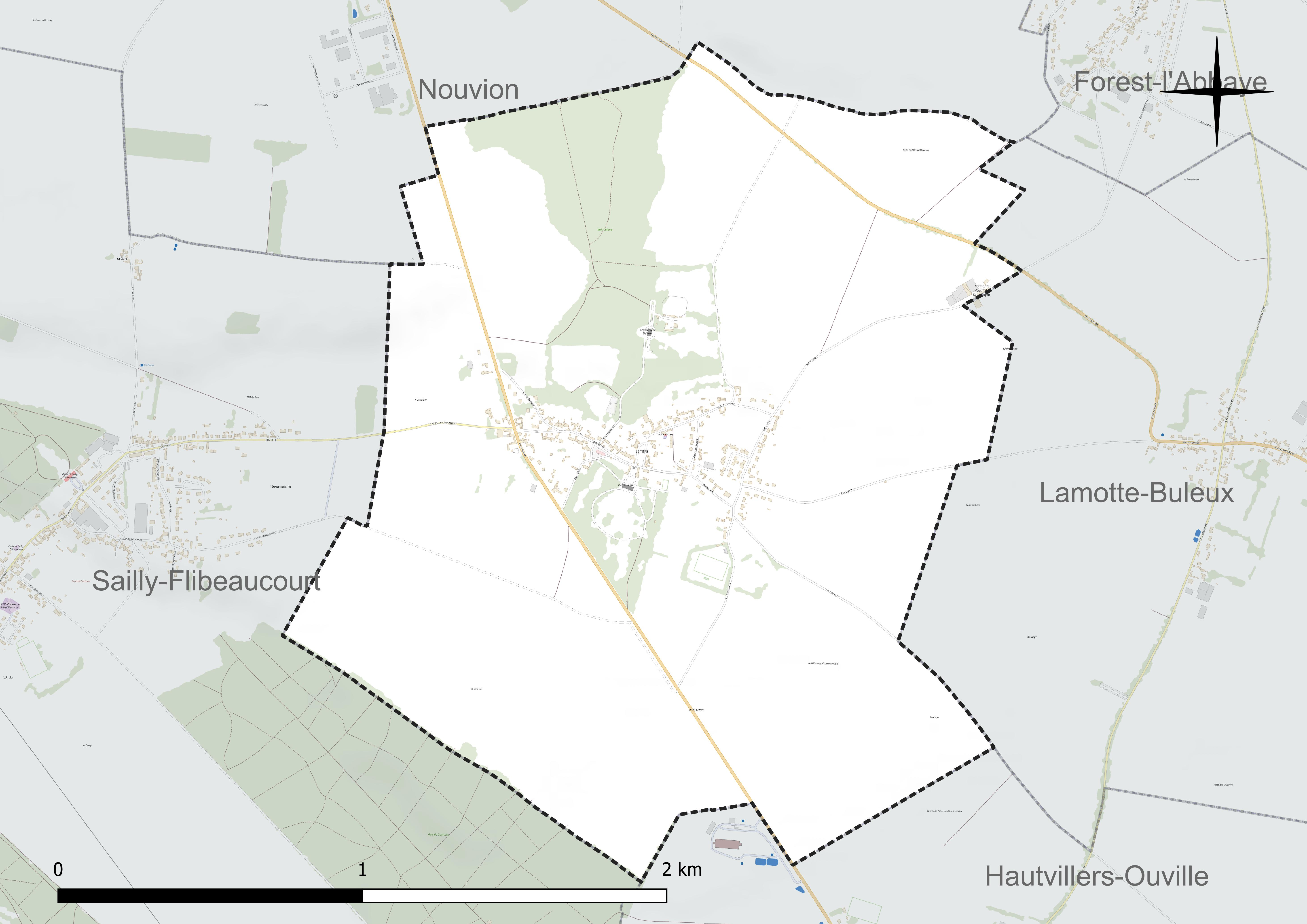
Réseau hydrographique du Titre.

### Climat
Pour des articles plus généraux, voir Climat des Hauts-de-France et Climat de la Somme.
En 2010, le climat de la commune est de type climat océanique franc, selon une étude du CNRS s'appuyant sur une série de données couvrant la période 1971-2000. En 2020, Météo-France publie une typologie des climats de la France métropolitaine dans laquelle la commune est exposée à un climat océanique et est dans la région climatique Côtes de la Manche orientale, caractérisée par un faible ensoleillement (1 550 h/an) ; forte humidité de l'air (plus de 20 h/jour avec humidité relative > 80 % en hiver), vents forts fréquents.
Pour la période 1971-2000, la température annuelle moyenne est de 10,4 °C, avec une amplitude thermique annuelle de 13,2 °C. Le cumul annuel moyen de précipitations est de 803 mm, avec 12,2 jours de précipitations en janvier et 8,6 jours en juillet. Pour la période 1991-2020, la température moyenne annuelle observée sur la station météorologique la plus proche, située sur la commune d'Abbeville à 9 km à vol d'oiseau, est de 11,0 °C et le cumul annuel moyen de précipitations est de 806,2 mm,. Pour l'avenir, les paramètres climatiques de la commune estimés pour 2050 selon différents scénarios d'émission de gaz à effet de serre sont consultables sur un site dédié publié par Météo-France en novembre 2022.

## Urbanisme

### Typologie
Au 1er janvier 2024, Le Titre est catégorisée commune rurale à habitat dispersé, selon la nouvelle grille communale de densité à sept niveaux définie par l'Insee en 2022.
Elle est située hors unité urbaine. Par ailleurs la commune fait partie de l'aire d'attraction d'Abbeville, dont elle est une commune de la couronne,. Cette aire, qui regroupe 73 communes, est catégorisée dans les aires de 50 000 à moins de 200 000 habitants,.

### Occupation des sols
L'occupation des sols de la commune, telle qu'elle ressort de la base de données européenne d'occupation biophysique des sols Corine Land Cover (CLC), est marquée par l'importance des territoires agricoles (85,4 % en 2018), une proportion sensiblement équivalente à celle de 1990 (86 %). La répartition détaillée en 2018 est la suivante : 
terres arables (85,4 %), zones urbanisées (7,3 %), forêts (7,3 %). L'évolution de l'occupation des sols de la commune et de ses infrastructures peut être observée sur les différentes représentations cartographiques du territoire : la carte de Cassini (XVIIIe siècle), la carte d'état-major (1820-1866) et les cartes ou photos aériennes de l'IGN pour la période actuelle (1950 à aujourd'hui).

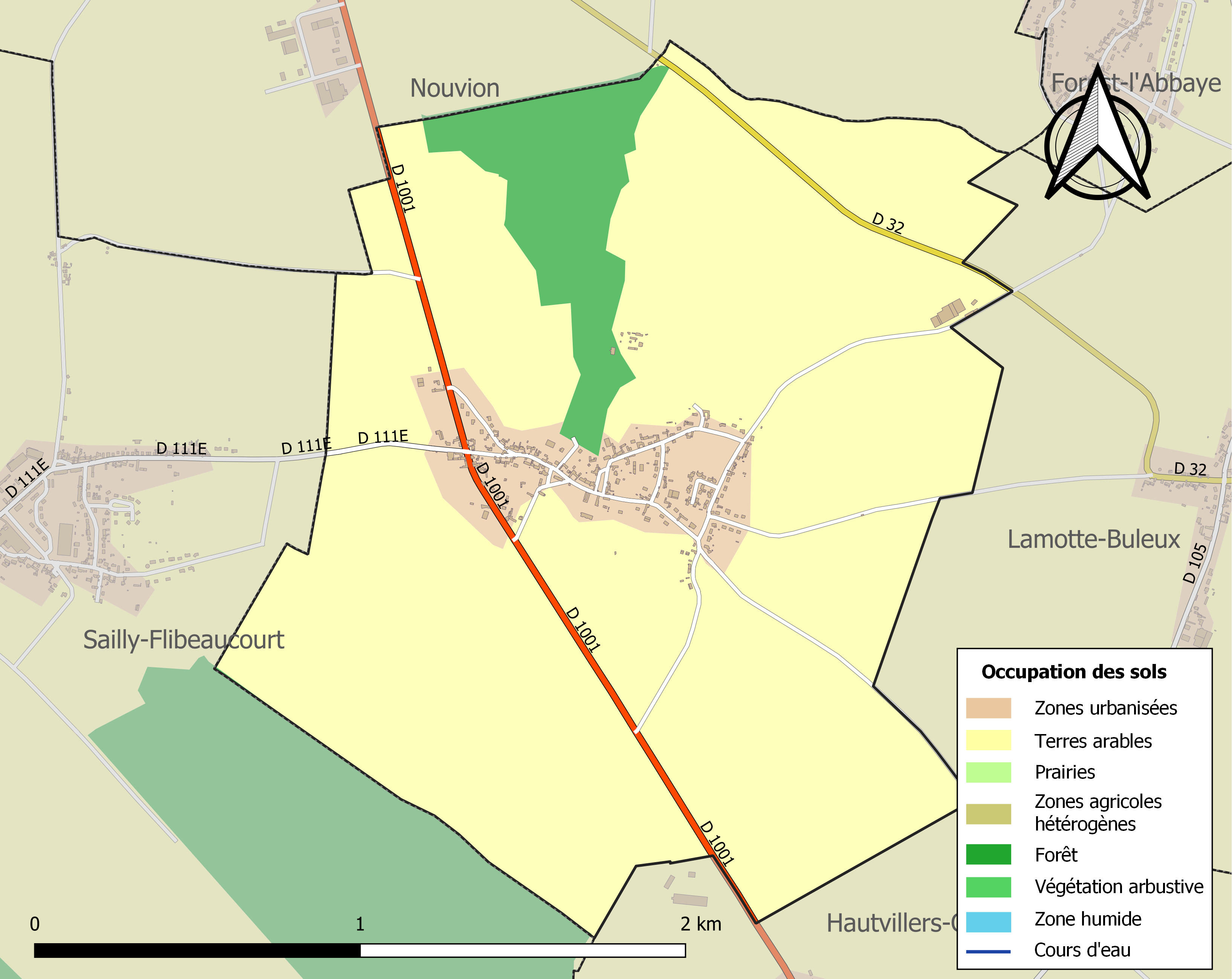
Carte des infrastructures et de l'occupation des sols de la commune en 2018 (CLC).

### Voies de communication et transports
Le village se trouve sur la D 1001, ancienne nationale 1 (Paris - Calais)
En 2019, la localité est desservie par les lignes de bus du réseau Trans'80, chaque jour de la semaine, sauf le dimanche.

## Toponymie
Le nom de la localité est attesté sous la forme Tristre en 1184 ; La charte du 11 février 1185 mentionne ad villam que dicitur tristres. En avril 1217, la charte de Guillaume, comte de Ponthieu, évoque Le Titre. Dans la copie de dom Grenier, on trouve Le Tristre.

## Histoire
Des haches de silex et des poteries romaines ont été trouvées dans le secteur de la Garenne.
Dans la Garenne, se trouvent en 1899, les ruines d'un château féodal qui datait du Xe siècle, selon François-César Louandre. En 1902, sur l'emplacement de ce château, le marquis de Valenglart fait construire une réplique de la grotte de Lourdes.
Edouard Ier, roi d'Angleterre, et son épouse Aliénor achètent la terre du Titre à Eustache de Fontaines, seigneur de Longpré en 1288.
Au XVIe siècle, Le Titre appartient aux Le Saige.

## Politique et administration
| Période   | Période                       | Identité                     | Étiquette | Qualité                                                                                             |
| --------- | ----------------------------- | ---------------------------- | --------- | --------------------------------------------------------------------------------------------------- |
| 179?      | 1802                          | Louis Norbert Ridoux         |           | |
| 1802      | 1808                          | Jean Dreuillet               |           | |
| 1808      | 1812                          | Claude Maillet               |           | |
| 1812      | 1816                          | Jean-Baptiste Delong         |           | |
| 1816      | 1821                          | Jean-Baptiste Clette         |           | |
| 1821      | 1848                          | Clément Amable Padieu        |           | |
| 1848      | 1852                          | de Valanglart                |           | Comte                                                                                               |
| 1852      | 1881                          | Jean-Baptiste Antoine Coquet |           | |
| 1881      | 1900                          | Jules Padieu                 |           | |
| 1900      | 1919                          | Robert de Valanglart         |           | Marquis                                                                                             |
| 1919      | 1929                          | Arthur Tacheux               |           | |
| 1929      | 1934                          | François Auguste Masse       |           | |
| 1934      | 1959                          | André Tacheux                |           | |
| 1959      | 1965                          | Serge Legris Saint-Allyre    |           | |
| 1965      | 2001                          | Michel Rocque                |           | |
| mars 2001 | En cours (au 16 juillet 2020) | Pierre Delcourt              | DVC       | Agriculteur Vice-président de la CC Ponthieu-Marquenterre (2017 → ) Réélu pour le mandat 2020-2026, |

## Population et société

### Démographie
L'évolution du nombre d'habitants est connue à travers les recensements de la population effectués dans la commune depuis 1793. Pour les communes de moins de 10 000 habitants, une enquête de recensement portant sur toute la population est réalisée tous les cinq ans, les populations de référence des années intermédiaires étant quant à elles estimées par interpolation ou extrapolation. Pour la commune, le premier recensement exhaustif entrant dans le cadre du nouveau dispositif a été réalisé en 2007.

En 2022, la commune comptait 339 habitants, en évolution de −7,88 % par rapport à 2016 (Somme : −1,26 %, France hors Mayotte : +2,11 %).
| 1793 | 1800 | 1806 | 1821 | 1831 | 1836 | 1841 | 1846 | 1851 |
| ---- | ---- | ---- | ---- | ---- | ---- | ---- | ---- | ---- |
| 315  | 335  | 374  | 388  | 387  | 414  | 434  | 408  | 415  |

| 1856 | 1861 | 1866 | 1872 | 1876 | 1881 | 1886 | 1891 | 1896 |
| ---- | ---- | ---- | ---- | ---- | ---- | ---- | ---- | ---- |
| 386  | 338  | 344  | 342  | 347  | 329  | 323  | 307  | 307  |

| 1901 | 1906 | 1911 | 1921 | 1926 | 1931 | 1936 | 1946 | 1954 |
| ---- | ---- | ---- | ---- | ---- | ---- | ---- | ---- | ---- |
| 330  | 318  | 300  | 274  | 307  | 273  | 268  | 284  | 291  |

| 1962 | 1968 | 1975 | 1982 | 1990 | 1999 | 2006 | 2007 | 2012 |
| ---- | ---- | ---- | ---- | ---- | ---- | ---- | ---- | ---- |
| 286  | 288  | 319  | 324  | 308  | 289  | 361  | 371  | 385  |

| 2017 | 2022 | - | - | - | - | - | - | - |
| ---- | ---- | - | - | - | - | - | - | - |
| 358  | 339  | - | - | - | - | - | - | - |

### Enseignement
À la rentrée 2017, l'école du village compte 17 élèves dans le cadre du regroupement pédagogique comprenant les écoles de Buigny-Saint-Maclou, Forest-l'Abbaye, Hautvillers-Ouville, Lamotte-Buleux et Le Titre. Elle est placée en zone B pour les vacances scolaires, dans l'académie d'Amiens et la circonscription Ponthieu-Marquenterre, en matière d'inspection départementale,.

## Culture locale et patrimoine

### Lieux et monuments
- Église Saint-Jean-Baptiste.
- Le château du Titre, XVIIIe siècle.
- Le château de la Garenne, XIXe siècle.
- Grotte Notre-Dame-de-Lourdes, sur l'emplacement d'un château féodal disparu.
- Chapelle Notre-Dame-des-Victoires, entourée de tilleuls. Édifiée en 1871 par le marquis de Valenglart à la suite d'un vœu, elle est achetée en 1961 par les époux Gomel-Bricheux, ce qui explique le millésime et les initiales gravées[19].

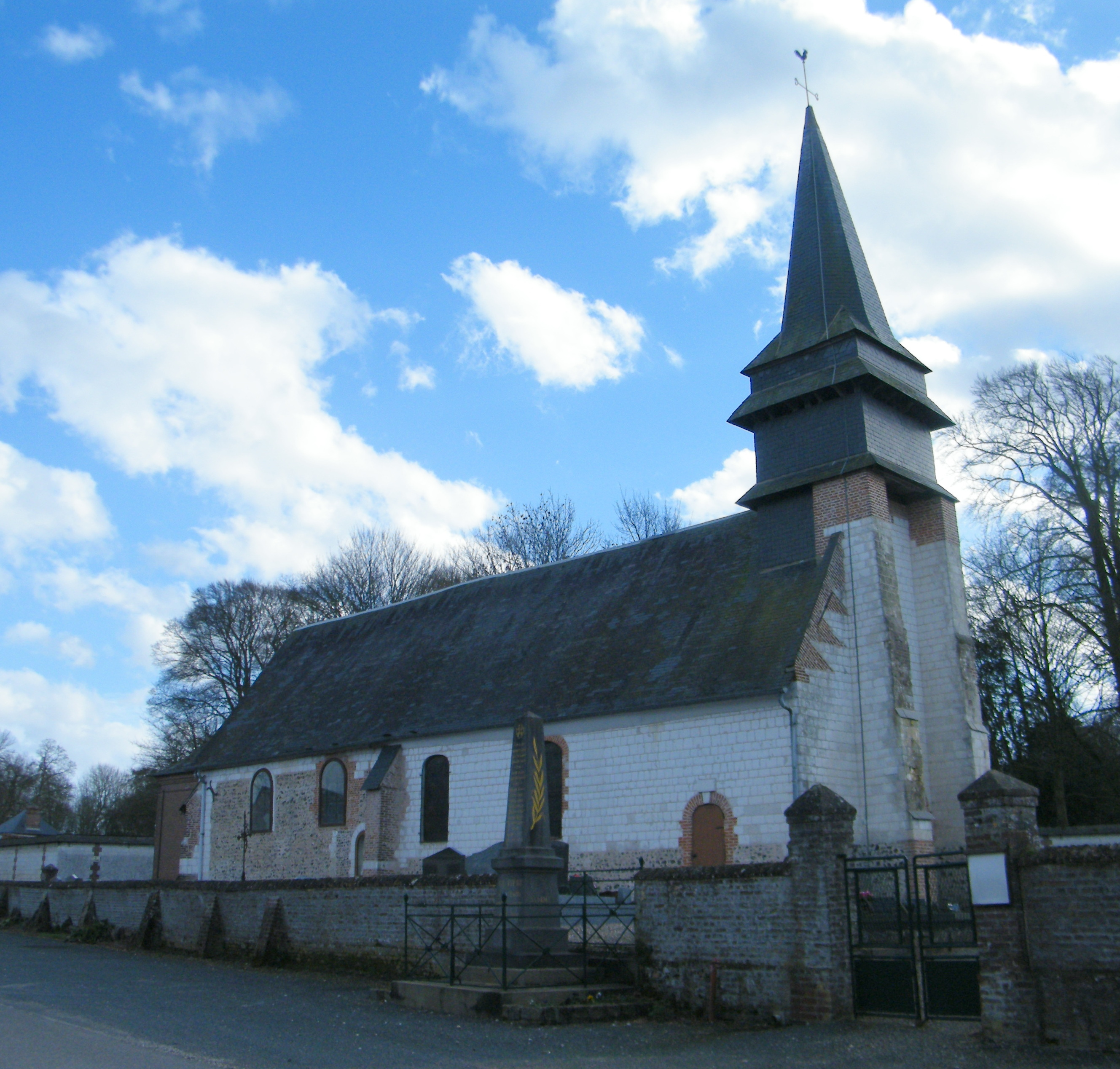
L'église.
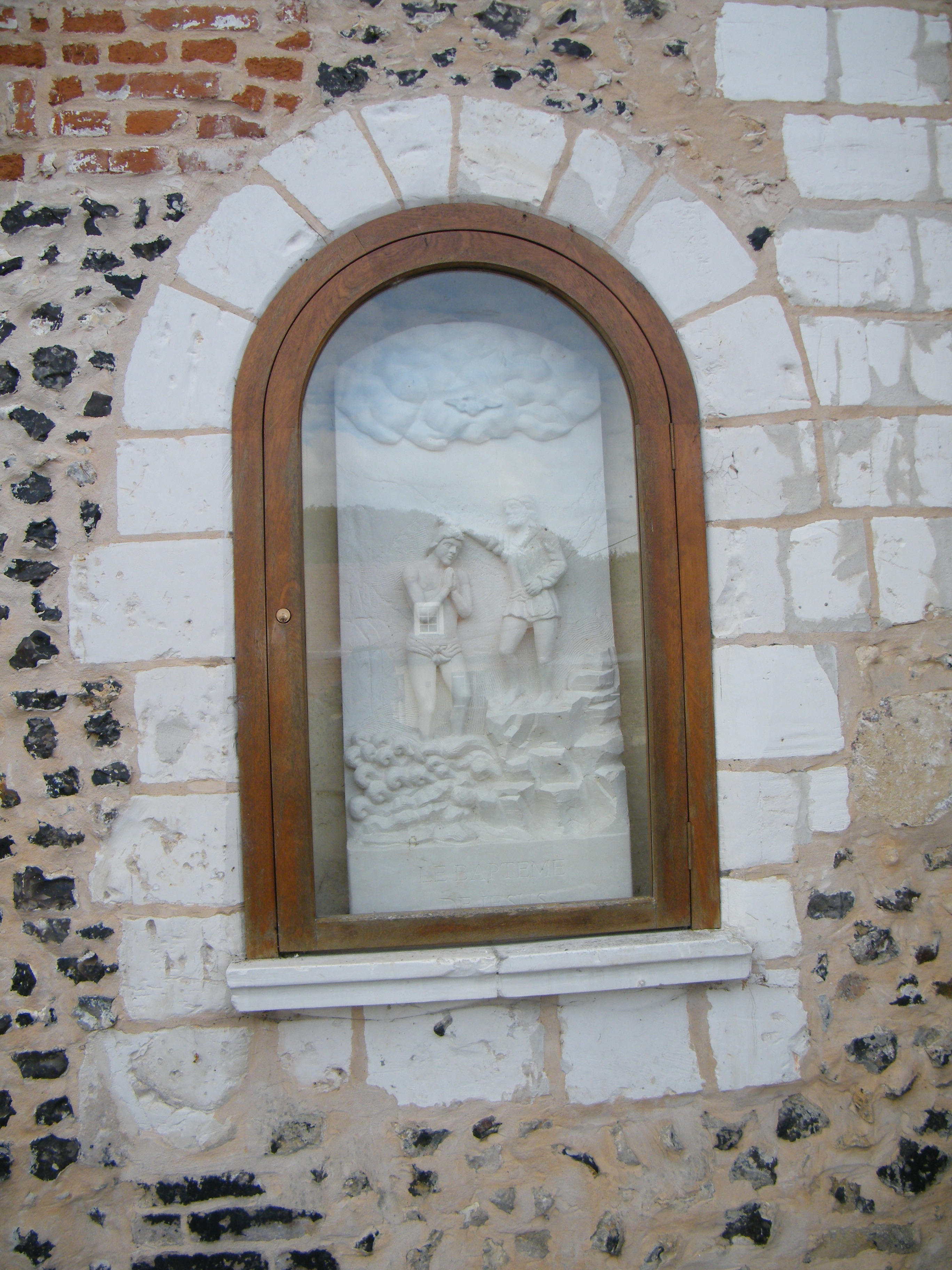
Bas-relief sur la façade nord de l'église.
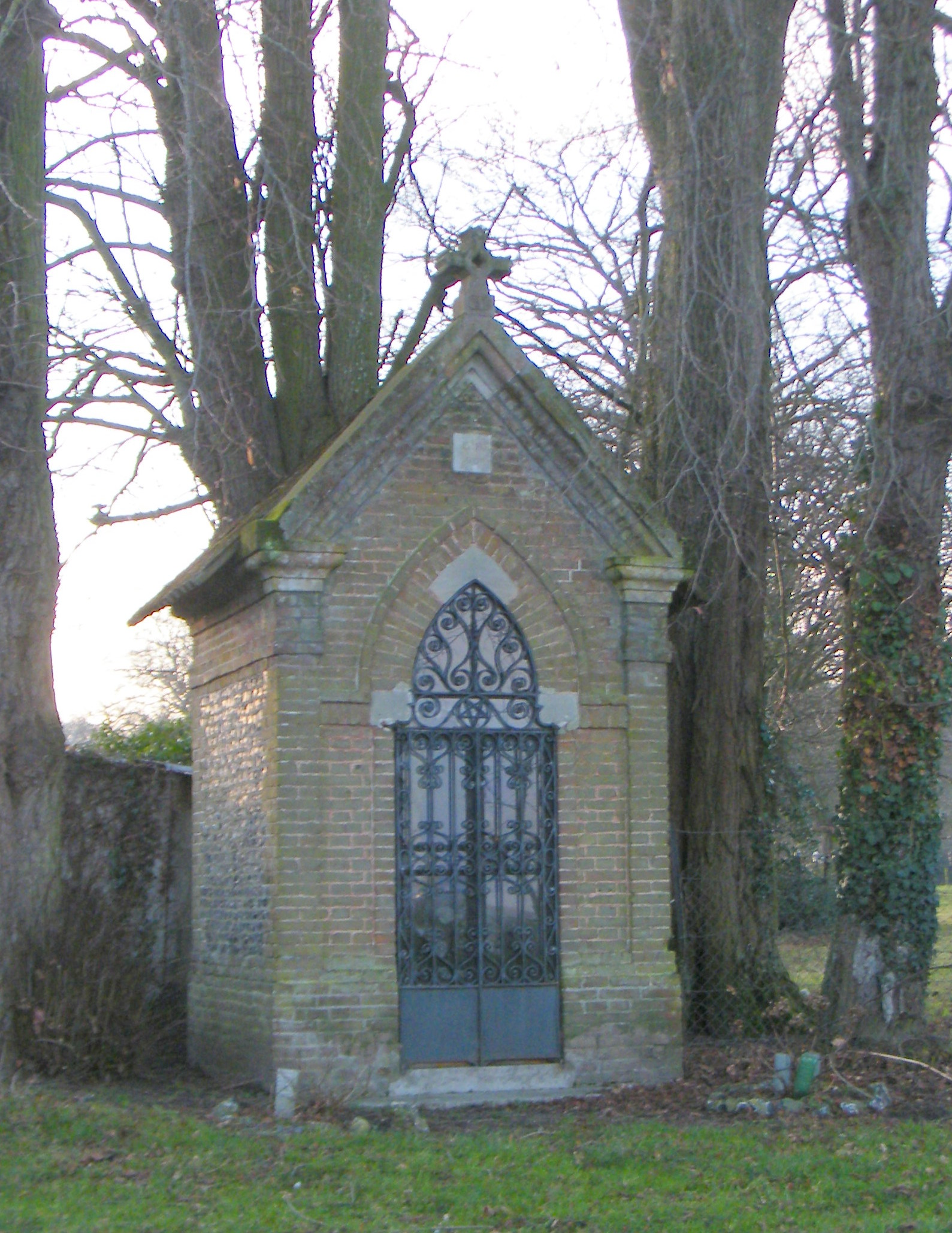
Chapelle, rue des Pèlerins.
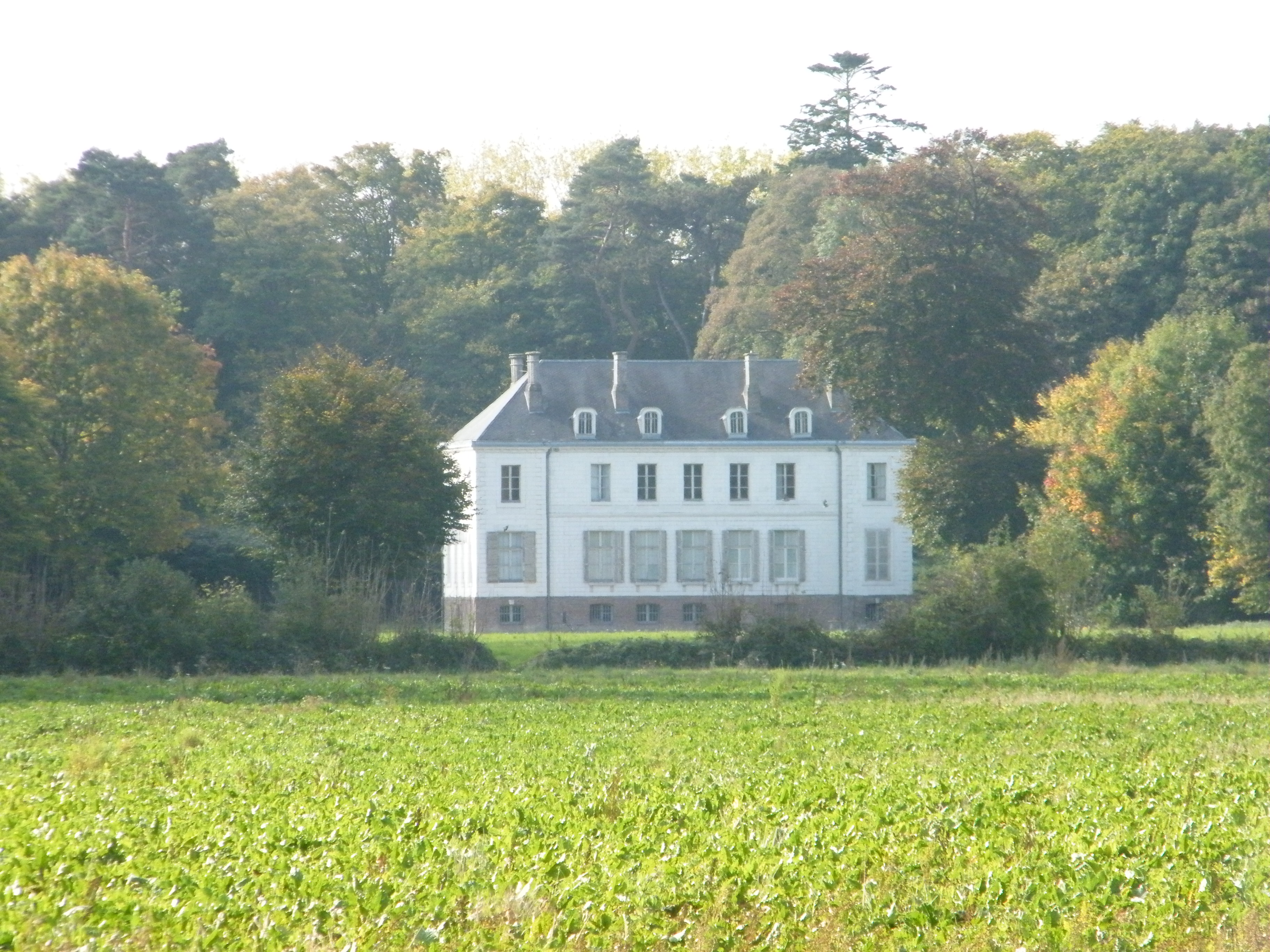
Le château de la Garenne.
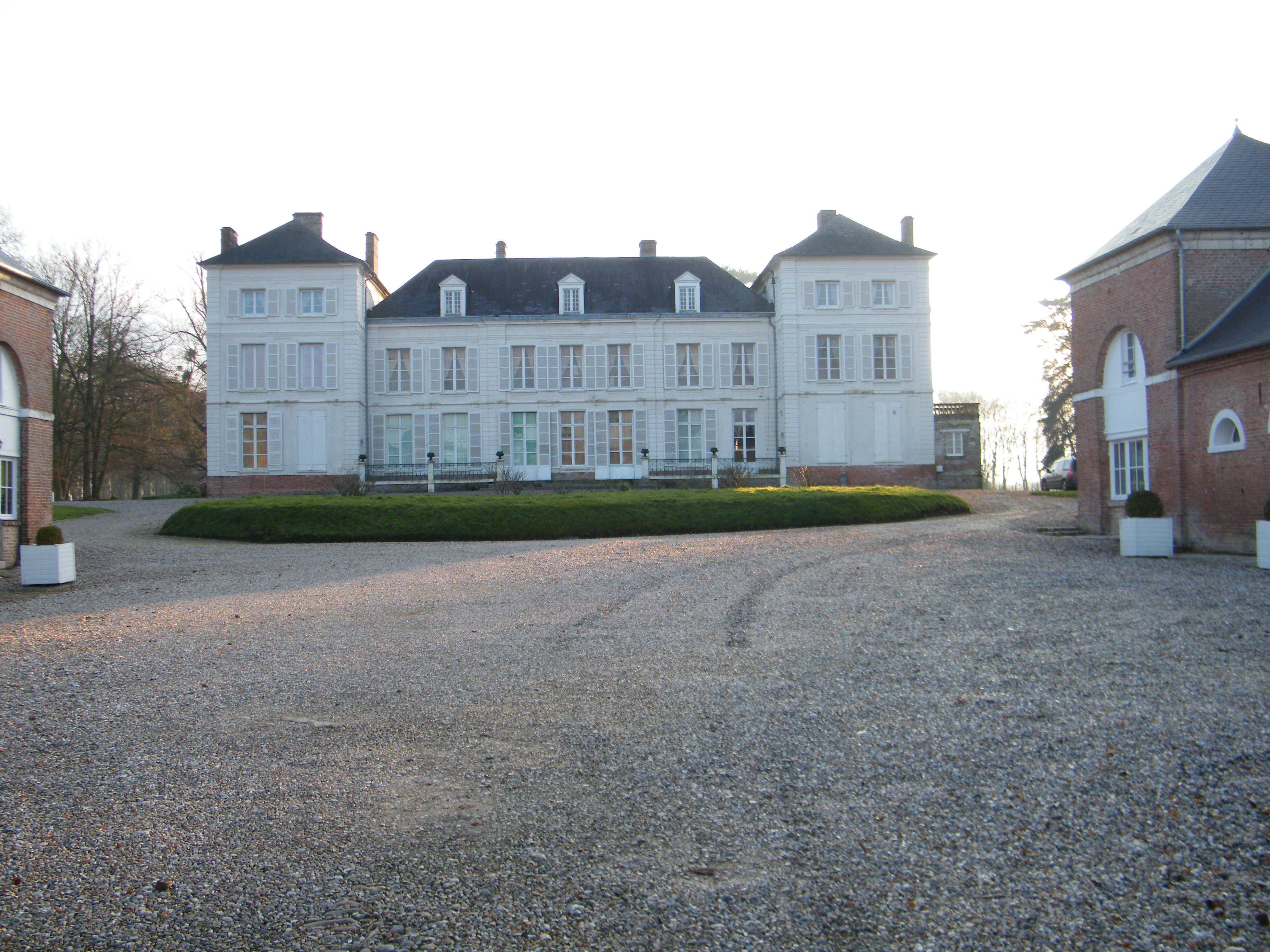
Le château du Titre.
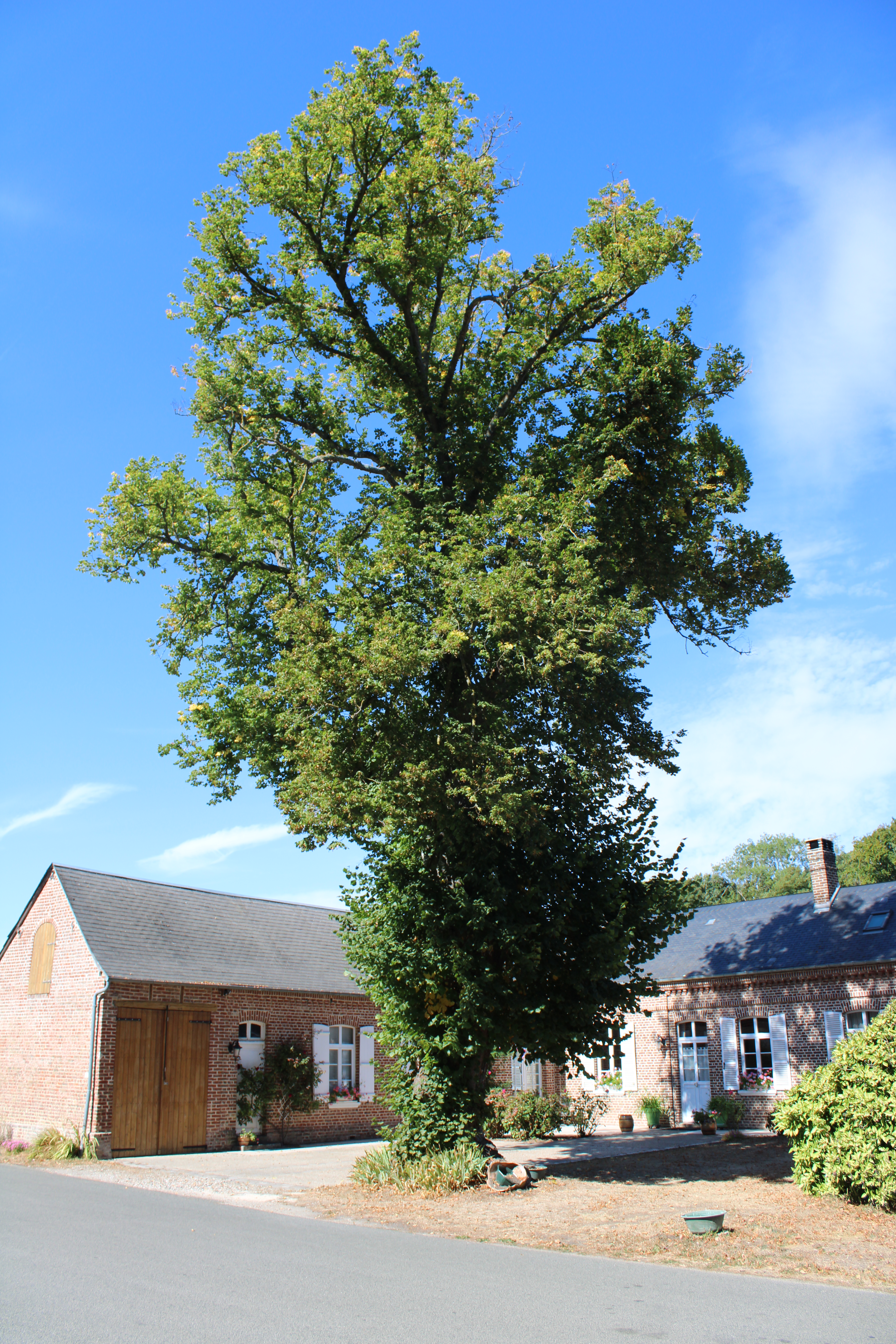
Le gros tilleul, rue principale.